# Пення (Калязінський район)
Пення (рос. Пенье) — присілок в Калязінському районі Тверської області Російської Федерації.
Населення становить 194 особи. Входить до складу муніципального утворення Старобісловське сільське поселення.

## Історія
Від 2005 року входило до складу муніципального утворення Старобісловське сільське поселення.

## Населення
| 1859 | 1888 | 1997 | 2002 | 2010 |
| ---- | ---- | ---- | ---- | ---- |
| 217  | ↗310 | ↘275 | ↘230 | ↘194 |